# Atenango del Río
Atenango del Río (del náhuatl: atl, tenámitl, co ‘agua, presa o dique, lugar’‘en la muralla de agua’) es una población mexicana del estado de Guerrero, ubicada en la región Norte de dicha entidad. Es cabecera del municipio homónimo y se localiza a 65 km de distancia de la ciudad de Iguala de la Independencia, sobre la Carretera estatal 1 que comunica a esta última con la población de Copalillo. La población se asienta junto a la cuenca del río Amacuzac.

## Toponimia
Existen dos versiones sobre el origen de la palabra Atenango; la más aceptada se deriva de los vocablos nahuas: atl (agua), tenámitl (presa, dique) y co (lugar) que en conjunto puede traducirse al español como en la muralla de agua. La segunda versión interpreta el significado como lugar de la presa o dique. El agregado del Río  se le da debido a su ubicación junto a las orillas del río Amacuzac.

## Demografía

### Población
Conforme al Censo de Población y Vivienda 2010 realizado por el Instituto Nacional de Estadística y Geografía (Inegi) con fecha censal del 12 de junio de 2010, la localidad de Atenango del Río contaba hasta ese año con un total de 2842 habitantes, de dicha cifra, 1327 eran hombres y 1515 eran mujeres.
| Gráfica de evolución demográfica de Atenango del Río entre 1900 y 2010 |
|                                                                        |
| Fuente: Inegi                                                          |